# 金鍾仁 (政治人物)
金鍾仁（韓語：김종인；1940年7月7日—），是一名大韓民國政治人物和經濟學家，政治光譜橫跨自由派、保守派，並遊走於兩大黨之間；曾擔任共同民主黨與國民力量的非常對策委員長（過渡時期黨魁）。

## 簡介
早年在韓國外國語大學修讀德語，後來前往明斯特大學取得經濟學博士。歸國後，曾在全斗煥軍政府以及他所統領的民主正義黨工作，此後一直是保守派的政治人物。
在2012年大韓民國總統選舉中，他為朴槿惠的競選團隊工作，後來在朴槿惠當選韓國總統後，卻因不明原因脫離並加入反對黨民主黨。
曾任西江大學教授，擔任過韓國最大私人銀行國民銀行理事會會長。
2016年曾任共同民主黨代理黨代表，後因與文在寅不和而辭職和退黨，後加入反對黨國民力量。

## 選舉履歷
| 年度 | 選舉屆數       | 選舉區       | 所屬政黨     | 得票數    | 得票率 | 當選標記      | 備註          |
| ---- | -------------- | ------------ | ------------ | --------- | ------ | ------------- | ------------- |
| 1981 | 第11屆國會選舉 | 全国区       | 民主正義黨   | 5,776,624 | 35.60% |               | 全国区第49位  |
| 1985 | 第12屆國會選舉 | 全国区       | 民主正義黨   | 7,040,477 | 35.20% | 全国区第32位  |               |
| 1988 | 第13屆國會選舉 | 首尔冠岳区乙 | 民主正義黨   | 34,752    | 27.12% |               |               |
| 1992 | 第14屆國會選舉 | 全国区       | 民主自由党   | 7,923,718 | 38.50% |               | 全国区第11位  |
| 2004 | 第17屆國會選舉 | 比例代表     | 新千年民主党 | 1,510,178 | 7.09%  | 比例代表第2位 |               |
| 2016 | 第20屆國會選舉 | 比例代表     | 共同民主党   | 6,069,744 | 25.54% |               | 比例代表第2位 |